# Лауренцана
Лауренца̀на (на италиански: Laurenzana, на местен диалект Laurenzànë, Лауренцанъ) е село и община в Южна Италия, провинция Потенца, регион Базиликата. Разположено е на 850 m надморска височина. Населението на общината е 1924 души (към 2012 г.).